# Blatni vulkani Azerbajdžana
V Azerbajdžanu je več blatnih vulkanov kot kjerkoli na svetu, široko razširjenih po vsej državi. 350 od 800 vulkanov sveta je v Azerbajdžanski republiki . Domačini jih imenujejo yanardagh ('goreča gora'), pilpila ('terasa'), gajnača ('vrela voda') in bozdag ('siva gora'), poleg svojega geografskega imena - blatni vulkan.

## Podvodni blatni vulkani
V Azerbajdžanu slovijo tudi podzemni in podmorski blatni vulkani. V Kaspijskem jezeru je več kot 140 podvodnih vulkanov. Osem otokov v Bakujskem arhipelagu je blatnih vulkanov po izvoru. Druga vrsta blatnih vulkanov so vodnjaki. Njihovo delovanje je mogoče opaziti med sloji različnih starosti. Po informacijah so blatni vulkani začeli svojo dejavnost na območju Azerbajdžana pred 25 milijoni let.

## Izbruhi blatnih vulkanov
Od leta 1810 se je na 50 vulkanih na ozemlju Azerbajdžanske republike zgodilo približno 200 izbruhov. Izbruhe blatnih vulkanov spremljajo močne eksplozije in podzemno ropotanje. Plini izhajajo iz najglobljih plasti zemlje in se takoj vžgejo. Višina plamena nad vulkanom doseže 1000 metrov (vulkan Garasu). Vulkan Toragaj je izbruhnil 6-krat od 1841 do 1950.
Blatni vulkani so povezani z naftnimi polji. Bogata naftna in plinska polja so na ozemljih blatnih vulkanov (Lokbatan, Garadgh, Neft Dašlari, Mišovdagh in drugje). Poleg tega se lava, blato in tekočina, ki jih izločajo blatni vulkani, uporabljajo kot surovine v kemični in gradbeni industriji ter tudi v farmakologiji.

## Zanimiva dejstva
- Nasini raziskovalci poročajo, da so blatni vulkani na Marsu podobni blatnim vulkanom v Arakas-Dagiju v Azerbajdžanu. Na evropski konferenci o raziskavah planetov, ki je bila leta 2010 v Rimu, je Goro Komacu z univerze Annunzio v Pescari v Italiji dejal: »Na Zemlji poznamo vulkane, ki še vedno oddajajo metan, še dolgo po tem, ko so se ustavili, bruhajo blato. […] Na Marsu bi lahko bilo enako«. [2][3]
- Izbruhi vulkanov se uporabljajo kot surovina v kemični in gradbeni industriji ter v farmakologiji.
- Vulkanska glina in blato se uporabljata za zdravljenje bolezni, povezanih z živčnim sistemom, kožo in revmatizmom.
- 5. septembra 2004 je bil največji blatni vulkan na ozemlju Azerbajdžana dodan v knjigo Guinnessovih svetovnih rekordov [4].
- Kot poročajo lokalni mediji, je Otman Bozdag, drugi največji blatni vulkan in leži v bližini Bakuja. Njegov izbruh 23. septembra 2018 je ustvaril steber plamena, ki se je dvigal 200-300 m v zrak in povzročil iztiskanje blata, ki je doseglo dolžino 4 km in razpoke globoke 80 m.[5][6]

## Zaščita
Leta 2007 so bili z ukazom predsednika ustanovljeni državni naravni rezervati. Naravni rezervat pokrivajo Baku in polotok Abšeron. Tam so nezakonite dejavnosti, ki vključujejo gradbena dela, onesnaževanje in uničenje, prepovedane. Glavni vulkani se v skladu z ANAS nahajajo v bližini obale Kaspijskega jezera in dosegajo do 400 m višine. 52 vulkanov je pod zaščito države.

## Sestava
Plin, ki ga oddajajo blatni vulkani, je sestavljen iz 90 % vnetljivega metana. Blato vsebuje jod, brom, kalcij in magnezij . Blato naj bi vplivalo na kožo na zdravje.

## Nekateri blatni vulkani
V preteklih letih je bilo več opaznih izbruhov: 

### GoturDag
Ta vulkan je 70 km oddaljen od glavnega mesta. Višina vulkana je 150 m, globina doseže 20 m. Zadnji izbruhi so se zgodile leta 1966 in 1970. Skupna prostornina breče je približno 530 × 106 m3.

### Bahar
Bahar je 55 km stran od Bakuja. Višino doseže 45,0 m. Zadnji izbruh je bil leta 1993.

### Lokbatan
Lokbatan je 15,0 km od glavnega mesta. Odkrili so 17 izbruhov iz 19. stoletja. Zadnji izbruh je bil leta 2001.

### Ayranteken
Ta vulkan lahko štejemo za najbolj aktiven vulkan v Azerbajdžanu. Vulkan je 65 km stran od prestolnice. Veliko izbruhov spremljajo podzemne eksplozije in ogromni plameni. Višina doseže 190 metrov. Prvi izbruhi so datirani od leta 1964 do leta 1990. V bližini vulkana so razpoke dolžine 800 m. Breča tega vulkana obsega 805 hektarjev.

### Otman Bozdag
Ta vulkan je izbruhnil septembra 2018. 40 metrov globoke razpoke so bile posledica nedavne erupcije.

### Moose
Zadnji izbruh se je zgodil leta 1970. Plameni so segali v višino do 1 km. Izbruh so spremljali lokalni potresi.